# Sci-Fi HARRY
『Sci-Fi HARRY』（サイファイ ハリー）は、原作：飯田譲治による日本の漫画作品、およびテレビアニメ。

## 概要
1995年に東城麻美による漫画版が出版されたのを皮切りに、2000年にテレビアニメ版が、2001年には阿部忍による漫画版が出されている。
なお、原作を担当した飯田譲治はこの作品を、自身が手掛けたテレビドラマ「NIGHT HEAD」の原点だと語っている。

## 漫画版
- 原作：飯田譲治・作画：東城麻美『Sci-Fi HARRY』竹書房（全2巻、1995年7月 - 1995年11月）
- 原作：飯田譲治・作画：阿部忍『Sci-Fi HARRY The comic Neo psychic suspense』角川書店（全2巻、2001年4月 - 2001年11月）

## テレビアニメ
テレビ朝日・名古屋テレビ放送 (NBN) 共同制作で2000年10月から2001年3月まで放送された。名古屋テレビにとっては共同制作ではあるが、同局および在名局としては『六法やぶれクン』以来、約30年ぶりに制作した深夜アニメでもある。

### あらすじ
ハリーは内気でいじめられっ子の高校生だが、ある時を境に超能力に目覚めてしまう。時を同じくして町で起こり始める謎の怪死事件。
ハリーの超能力はスプーンを曲げる程度のものであったが、それをキャサリンに見せてしまった彼はキャサリンの勧めでスプーン曲げの練習をし、彼女の売込みでついにテレビ出演するに至る。
ハリーのすごい所を皆が知れば彼はもう誰にもいじめられない。そんなキャサリンの願いは、彼女や一部スタッフ・観客を除くテレビ局のスタジオの大半の人間が不可解な力により首をへし折られて殺されてしまうという大惨事によって無残にも打ち砕かれてしまう。
そこに現れたアキューザーと名乗る謎の組織に拉致されてしまったハリー。彼の運命はもはや後戻りできないところにまで来ていた。

### キャスト
- ハリー - 伊藤龍
- キャサリン - 堀江由衣
- ジョン - 千葉進歩
- エリオット - 千葉紗子
- ナンシー - さいとう滝子
- マイク - 田中信夫
- ジョージ - 細井治
- ロッド - 若本規夫
- ミック - 大塚明夫
- ジノリ - 野上ゆかな
- マザー - 山本泰輔
- ケイト - 沢海陽子
- ドルフ - 田中正彦
- ファットマン - 永野広一
- メリル - 金月真美
- ターニャ、ミーシャ - 金田朋子

### スタッフ
- 原作 - 飯田譲治
- 監督 - 小寺勝之
- シリーズ構成 - 高島健一
- キャラクターデザイン - 高橋しんや
- メカニックデザイン - GASHAW
- 美術監督 - 桑原悟
- 色彩設計 - 関美恵子
- 撮影監督 - 岡崎英夫
- 録音監督 - 吉田知弘
- 音楽 - 池頼広
- プロデューサー - 木下健士、有川俊、野村和史
- アニメーション制作 - A.P.P.P.
- 制作 - テレビ朝日、名古屋テレビ、A.P.P.P

### 主題歌
オープニングテーマ「Mysterious」
作詞・作曲 - yasu / 編曲 - yasu & Janne Da Arc & HΛL / 歌 - Janne Da Arc
エンディングテーマ「愛を知るには早すぎたのか」
作詞 - KAZUKI / 作曲 - SHUJI / 編曲 - 辻剛 / 歌 - LU⊃A

### 各話リスト
| 話数 | サブタイトル | 脚本     | 絵コンテ          | 演出     | 作画監督       |          |
| ---- | ------------ | -------- | ----------------- | -------- | -------------- | -------- |
| 1    | jellyfish    | 笠井健夫 | 小寺勝之          | 小寺勝之 | 山岸徹一       |          |
| 2    | omen         | 笠井健夫 | 久米一成          | 久米一成 | 重国勇二       |          |
| 3    | force        | 笠井健夫 | 中山岳洋 小寺勝之 | 中山岳洋 | 中山岳洋       | 中山岳洋 |
| 4    | isolation    | 山田光洋 | 阿部雅司          | 阿部雅司 | 小林利充       |          |
| 5    | escape       | 山田光洋 | 久米一成          | 久米一成 | 重国勇二       |          |
| 6    | contact      | 山田光洋 | 小寺勝之          | 阿部雅司 | 明智朋樹       |          |
| 7    | affinity     | 山田光洋 | 小寺勝之          | 中山岳洋 | 中山岳洋       |          |
| 8    | heat         | 山田光洋 | 小寺勝之          | 阿部雅司 | 菊地康仁       |          |
| 9    | recover      | 山田光洋 | 小寺勝之          | 久米一成 | 重国勇二       |          |
| 10   | day dream    | 山田光洋 | 小寺勝之          | 小林孝志 | 谷圭司         |          |
| 11   | assassin     | 山田光洋 | 小寺勝之          | 阿部雅司 | 小林利充       |          |
| 12   | vortex       | 山田光洋 | 小寺勝之          | 小林孝志 | しまだひであき |          |
| 13   | inquisition  | 山田光洋 | 小寺勝之          | 池田重隆 | 日向正樹       |          |
| 14   | greed        | 山田光洋 | 小寺勝之          | 菊地康仁 | 谷圭司         |          |
| 15   | trap         | 山田光洋 | 小寺勝之          | 阿部雅司 | 高橋しんや     |          |
| 16   | suspicion    | 山田光洋 | 小寺勝之          | 久米一成 | 重国勇二       |          |
| 17   | decoy        | 山田光洋 | 小寺勝之          | 中山岳洋 | しまだひであき |          |
| 18   | experiment   | 山田光洋 | 小寺勝之          | 小林孝志 | 谷圭司         |          |
| 19   | chaos        | 山田光洋 | 小寺勝之          | 小寺勝之 | 菊地康仁       |          |
| 20   | cosmos       | 山田光洋 | 小寺勝之          | 阿部雅司 | 高橋しんや     |          |

### VHS / DVD
| Vol. | 発売日         | 収録話          | 規格品番  | 規格品番  |
| Vol. | 発売日         | 収録話          | VHS       | DVD       |
| ---- | -------------- | --------------- | --------- | --------- |
| 1    | 2000年12月22日 | 第1話 - 第2話   | ZMVZ-1158 | ZMBZ-1151 |
| 2    | 2001年2月23日  | 第3話 - 第5話   | ZMVZ-1159 | ZMBZ-1152 |
| 3    | 2001年3月30日  | 第6話 - 第8話   | ZMVZ-1160 | ZMBZ-1153 |
| 4    | 2001年4月27日  | 第9話 - 第11話  | ZMVZ-1161 | ZMBZ-1154 |
| 5    | 2001年5月25日  | 第12話 - 第14話 | ZMVZ-1162 | ZMBZ-1155 |
| 6    | 2001年6月29日  | 第15話 - 第17話 | ZMVZ-1163 | ZMBZ-1156 |
| 7    | 2001年7月27日  | 第18話 - 第20話 | ZMVZ-1164 | ZMBZ-1157 |

### 放送局
共同制作局のテレビ朝日、名古屋テレビとも金曜日の放送であり、毎月最終金曜日は「朝まで生テレビ!」を放送する関係から全20話となっている。
- テレビ朝日
- 名古屋テレビ
- KBS京都
- 瀬戸内海放送
- 愛媛朝日テレビ（2001年に放送）[2]